# Аско (Франция)
Аско (фр. Asco, корс. Ascu) — коммуна во Франции, находится в регионе Корсика. Департамент коммуны — Верхняя Корсика. Входит в состав кантона Голо-Морозалья. Округ коммуны — Корте.
Код INSEE коммуны — 2B023.

## Население
Население коммуны на 2008 год составляло 129 человек.
| 1962 | 1968 | 1975 | 1982 | 1990 | 1999 | 2008 |
| ---- | ---- | ---- | ---- | ---- | ---- | ---- |
| 215  | 205  | 171  | 116  | 96   | 134  | 129  |

## Экономика
В 2007 году среди 74 человек в трудоспособном возрасте (15—64 лет) 35 были экономически активными, 39 — неактивными (показатель активности — 47,3 %, в 1999 году было 38,0 %). Из 35 активных работали 33 человека (19 мужчин и 14 женщин), безработных было 2 (1 мужчина и 1 женщина). Среди 39 неактивных 5 человек были учениками или студентами, 23 — пенсионерами, 11 были неактивными по другим причинам.

## Фотогалерея

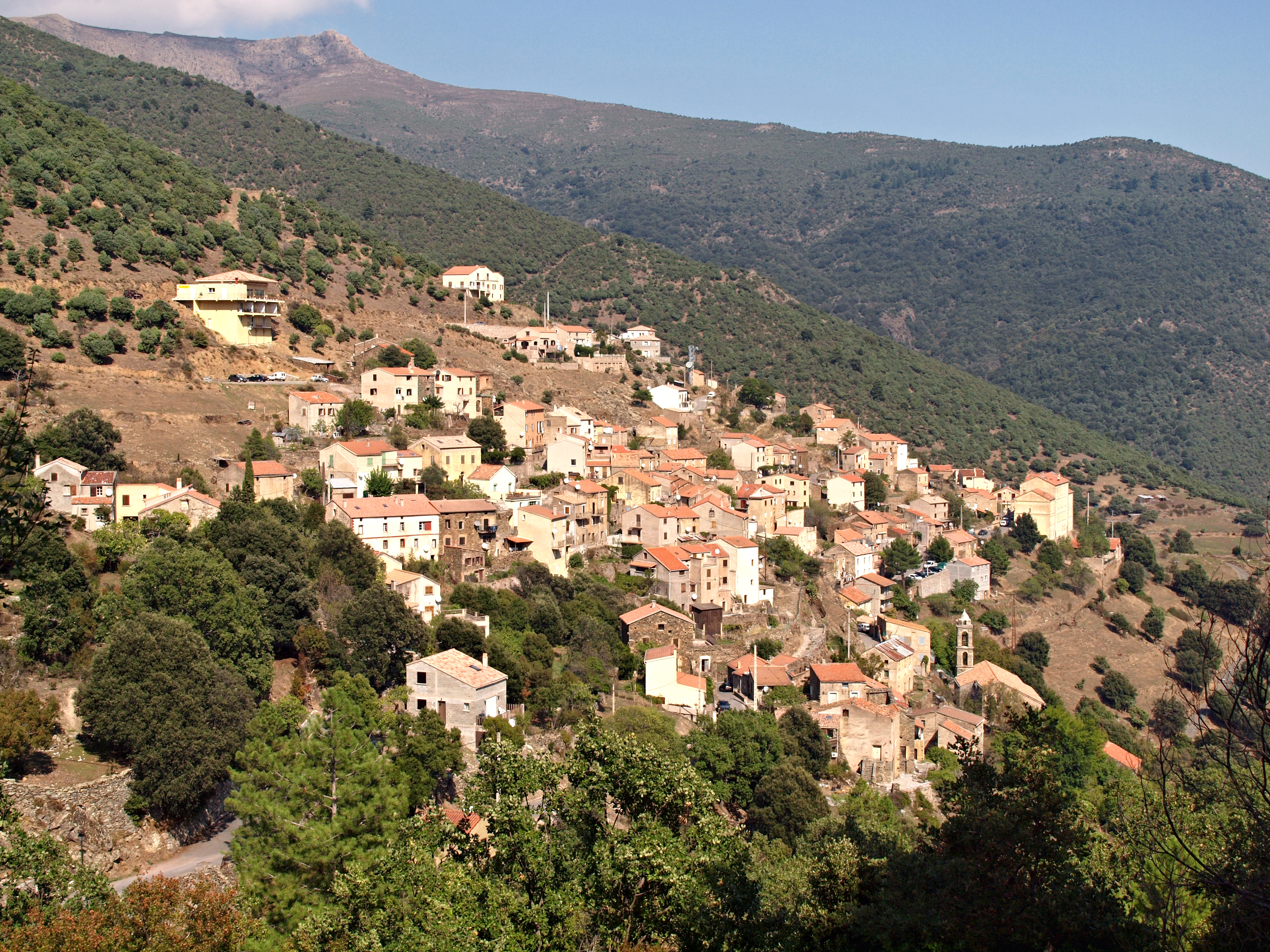
Аско
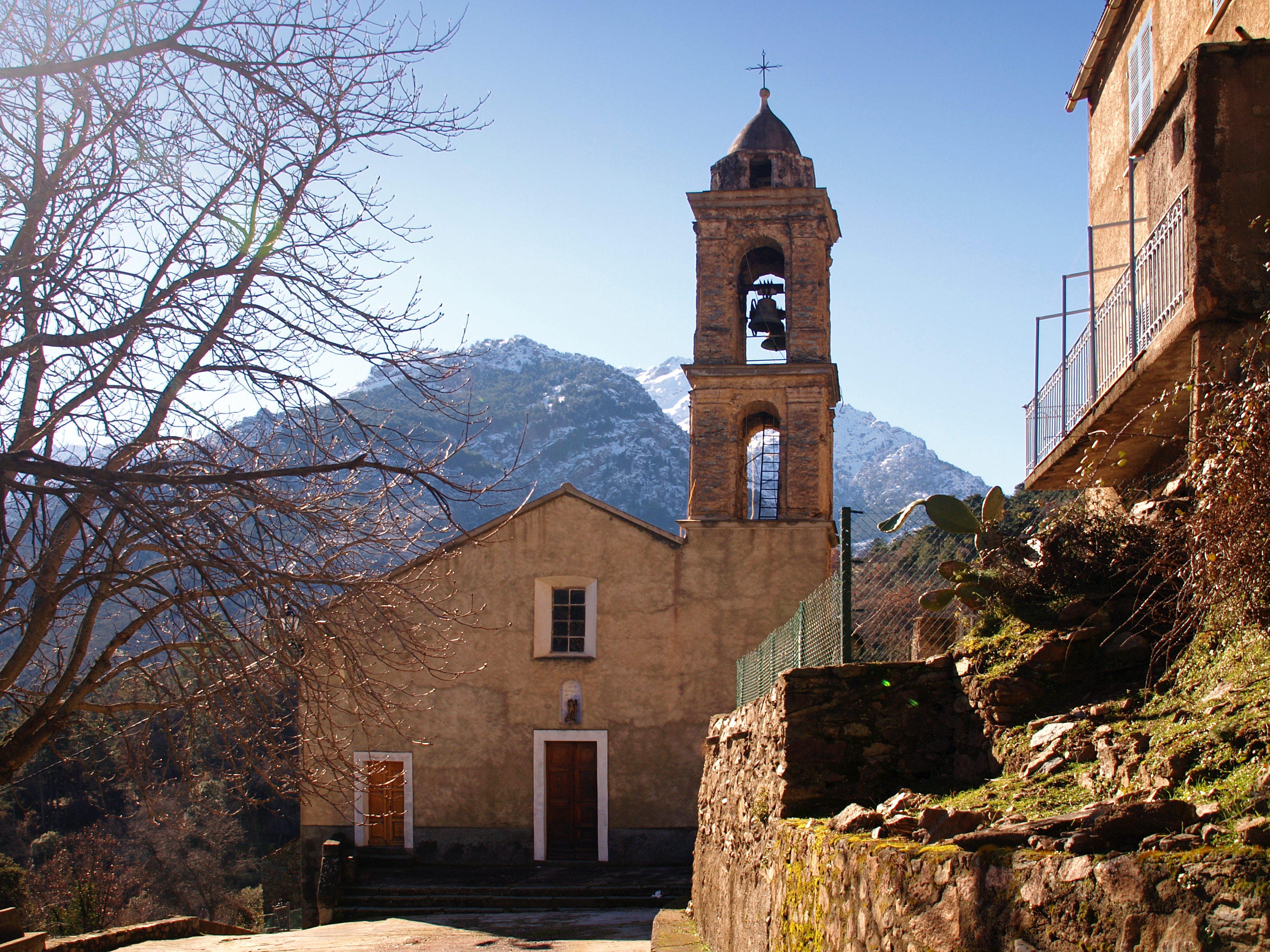
Церковь св. Архангела Михаила
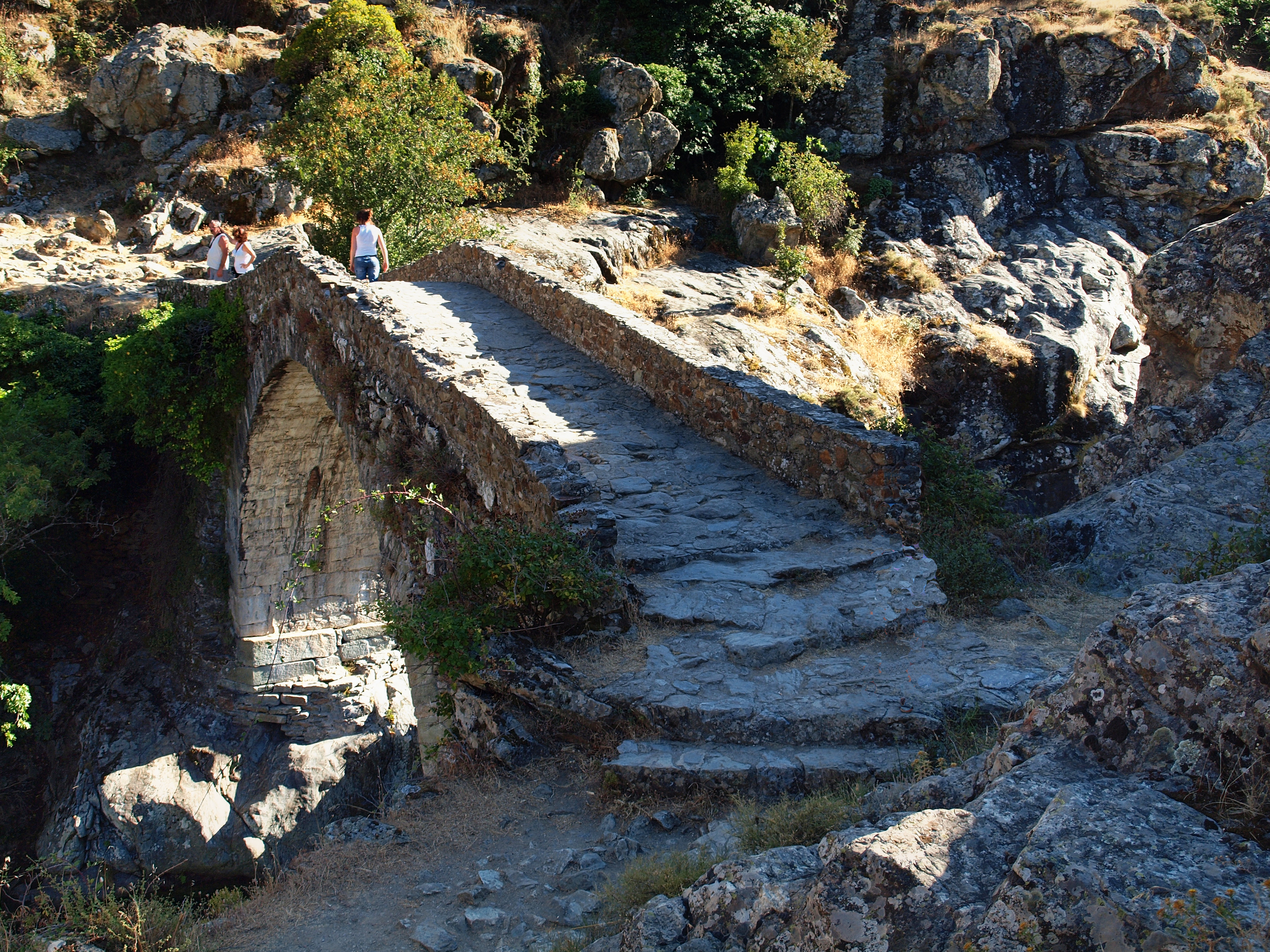
Генуэзский мост через реку Аско